# Chris Stoffer
Christiaan (Chris) Stoffer (Harderwijk, 19 september 1974) is een Nederlands SGP-politicus en civiel ingenieur. Hij is sinds 11 april 2018 Tweede Kamerlid, en sinds 2023 politiek leider en fractievoorzitter in de Tweede Kamer.

## Maatschappelijke carrière
Stoffer ging van 1986 tot 1991 naar het havo op de Jacobus Fruytier Scholengemeenschap te Apeldoorn. Van 1991 tot 1993 ging hij naar het vwo op het Van Lodenstein College te Amersfoort. Van 1993 tot 1997 studeerde hij civiele techniek aan de Universiteit Twente. Na een traineeship bij ARCADIS kwam hij in 1999 in dienst bij Rijkswaterstaat, waar hij opklom tot directeur Netwerkmanagement. Deze functie bekleedde hij vanaf april 2013.

## Politieke carrière
Stoffer was van 2002 tot en met mei 2018 lid van de gemeenteraad van Nunspeet, van maart 2010 tot juni 2018 als fractievoorzitter van de SGP. Van 2009 tot en met 2012 was hij lid van het algemeen bestuur van het Waterschap Veluwe.
Tijdens de Tweede Kamerverkiezingen van 2017 stond Stoffer op plaats vijf van de kandidatenlijst van de SGP, wat niet voldoende was om direct gekozen te worden. Op 11 april 2018 werd hij alsnog geïnstalleerd als lid van de Tweede Kamer na het aftreden van Elbert Dijkgraaf. De nummer vier van de lijst, Bert-Jan Ruissen, zag af van het Kamerlidmaatschap, omdat hij al aangewezen was als lijsttrekker voor de verkiezingen voor het Europees Parlement in 2019.
In maart 2023 werd Stoffer als verkenner voor de nieuw te vormen coalitie in de Provinciale Staten van Friesland voorgedragen door de winnaar van de Provinciale Statenverkiezingen, de BBB. Stoffer adviseerde een coalitie te vormen van BBB, PvdA, CDA en ChristenUnie.
Stoffer nam op 25 augustus 2023 het stokje over van Kees van der Staaij als politiek leider van de SGP. Op 28 augustus dat jaar werd hij unaniem door het partijbestuur van de SGP verkozen als lijsttrekker voor de Tweede Kamerverkiezingen 2023. Op 5 september dat jaar werd hij voorzitter van de SGP-Tweede Kamerfractie.
Tijdens de verkiezingscampagne voor de Tweede Kamerverkiezingen van 2023 viel Stoffer op door zijn bezoek aan anti-abortusdemonstranten in de buurt van een abortuskliniek en door het Israëlisch volkslied te laten draaien op NOS Radio 1 Journaal toen hij als lijsttrekker de mogelijkheid kreeg een eigen plaat uit te kiezen.

## Privéleven
Stoffer groeide op in Elspeet. Op 13-jarige leeftijd verloor hij zijn moeder. Hij is getrouwd en heeft drie dochters. Stoffer groeide op in de Nederlandse Hervormde Kerk (NHK), maar werd na zijn huwelijk lid van de Gereformeerde Gemeenten in Nederland (GGiN). 
Diederik van Dijk · André Flach · Chris Stoffer
Stephan van Baarle (DENK) · 
Gideon van Meijeren (FVD) · 
Mirjam Bikker (CU) · 
Henri Bontenbal (CDA) · 
Laurens Dassen (Volt) · 
Jimmy Dijk (SP) · 
Joost Eerdmans (JA21) · 
Rob Jetten (D66) · 
Pieter Omtzigt (NSC) · 
Esther Ouwehand (PvdD) · 
Caroline van der Plas (BBB) · 
Chris Stoffer (SGP) · 
Frans Timmermans (GL-PvdA) · 
Geert Wilders (PVV) · 
Dilan Yeşilgöz (VVD)
- Parlement.com: vk7theziieo4